# Apache: Air Assault
Apache: Air Assault – symulator lotu bojowego na platformy systemu Microsoft Windows, PlayStation 3 oraz Xbox 360, wydany w 2010 roku. Produkcją gry zajęło się studio Gaijin Entertainment, które jest również twórcą popularnego symulatora bojowego War Thunder.

## Rozgrywka
Gra jest symulatorem lotów bojowych, w którym gracze mogą pilotować kilka typów śmigłowców szturmowych Apache. Głównym celem większości misji jest powstrzymanie ataków terrorystycznych.

## Tryb wieloosobowy
Apache: Air Assault oferuje zarówno tryb jednoosobowy, jak i wieloosobowy. W trybie wieloosobowym dwóch graczy może grać na tej samej konsoli, dzieląc ten sam widok, gdzie jeden z graczy pełni rolę pilota, a drugi strzelca w jednym helikopterze.

## Recenzje
Gra Apache: Air Assault otrzymała „mieszane recenzje” według agregatora recenzji Metacritic.